# مجازی‌سازی دسکتاپ
مجازی‌سازی دسکتاپ، یک فناوری نرم‌افزاری است که محیط دسکتاپ و نرم‌افزارهای کاربردی مرتبط با آن را از دستگاه فیزیکی کاربر که برای دسترسی به آن استفاده می‌شود، جدا می‌کند. مجازی‌سازی دسکتاپ می‌تواند همراه با  مجازی‌سازی برنامه‌های کاربردی و سیستم‌های مدیریت پروفایل کاربر که امروزه به عنوان مجازی‌سازی کاربر شناخته می‌شود به کار گرفته شود تا یک سیستم جامع برای مدیریت محیط دسکتاپ فراهم کند.در این حالت، تمام اجزای محیط دسکتاپ مجازی‌سازی می‌شوند، که این امکان ارائه‌ی محیط دسکتاپی بسیار انعطاف‌پذیر و بسیارامن‌تر را فراهم می‌کند.علاوه بر این، این رویکرد از یک استراتژی بازیابی در برابر خرابی کامل‌تر پشتیبانی می‌کند، زیرا همه‌ی اجزا اساسا در مرکز داده ذخیره شده و از طریق سیستم‌های نگهداری افزونه سنتی پشتیبان‌گیری می‌شوند.اگر دستگاه یا سخت‌افزار کاربر گم شود، بازیابی آن بسیار ساده و مستقیم خواهد بود، زیرا اجزای دسکتاپ هنگام ورود از هر دستگاه دیگری قابل دسترسی هستند.همچنین، از آنجا که هیچ داده‌ای روی دستگاه کاربر ذخیره نمی‌شود، در صورت مفقود شدن آن دستگاه، احتمال بازیابی و به خطر افتادن هرگونه اطلاعات حیاتی بسیار کمتر است.

## معماری‌های سیستم
پیاده‌سازی‌های مجازی‌سازی دسکتاپ بر اساس چند معیار طبقه‌بندی می‌شوند ، اینکه آیا دسکتاپ مجازی از راه دور یا محلی اجرا می‌شود ، اینکه آیا دسترسی به آن باید دائمی باشد یا به‌ صورت متناوب طراحی شده است، و اینکه آیا دسکتاپ مجازی بین جلسه ها پایدار باقی می‌ماند یا خیر. معمولاً محصولات نرم‌افزاری که راهکارهای مجازی‌سازی دسکتاپ را ارائه می‌دهند، می‌توانند پیاده‌سازی‌های محلی و راه دور را در یک محصول واحد ترکیب کنند تا مناسب‌ترین پشتیبانی را متناسب با نیازهای خاص فراهم سازند.سطح استقلال عملکرد دستگاه کلاینت لزوماً به مکان سرور و راهبرد دسترسی وابسته است. همچنین، وجود کنترل از راه دور لزوماً به معنای استفاده از مجازی‌سازی نیست. مجازی‌سازی برای ارائه نمونه‌های مستقل به چندین کاربر به کار گرفته می‌شود و این امر نیازمند بخش‌بندی راهبردی سرور میزبان و ارائه آن در یکی از لایه‌های معماری میزبان است. لایه‌ای که این امکان را فراهم می‌سازد  -  که معمولاً یک نرم‌افزار کاربردی است – هایپروایزر نام دارد.

### مجازی‌سازی دسکتاپ از راه دور
پیاده‌سازی‌های مجازی‌سازی دسکتاپ از راه دور در یک محیط رایانش کلاینت/سرور اجرا می‌شوند. اجرای برنامه‌ها روی یک سیستم‌ عامل از راه دور انجام می‌گیرند که از طریق یک پروتکل نمایش از راه دور با دستگاه کلاینت محلی ارتباط برقرار می‌کند و کاربر از این طریق با برنامه‌ها تعامل دارد. تمامی برنامه‌ها و داده‌های مورد استفاده در سیستم راه دور باقی می‌مانند و تنها اطلاعات مربوط به نمایشگر، صفحه‌کلید و ماوس میان سرور و دستگاه کلاینت محلی رد و بدل می‌شود. دستگاه کلاینت می‌تواند یک کامپیوتر/لپ‌تاپ معمولی، یک دستگاه تین کلاینت، یک تبلت یا حتی یک تلفن هوشمند باشد. یکی از رایج‌ترین پیاده‌سازی‌های این روش شامل میزبانی چندین نمونه از سیستم‌عامل دسکتاپ بر روی یک پلتفرم سخت‌افزاری سرور است که یک هایپروایزر روی آن اجرا می‌شود. آخرین نسل این مدل به‌طور عمومی به عنوان زیرساخت دسکتاپ مجازی یا "VDI" شناخته می‌شود.  (واژه‌ی"VDI" اغلب به‌اشتباه برای اشاره به هر نوع پیاده‌سازی مجازی‌سازی دسکتاپ به کار می‌رود).
مجازی‌سازی دسکتاپ از راه دور معمولاً در سناریوهای زیر مورد استفاده قرار می‌گیرد:
- در محیط‌های توزیع‌شده‌ای که نیاز به دسترسی‌پذیری بالا دارند و جایی که پشتیبانی فنی سمت میز به راحتی در دسترس نیست، ، مانند شعبه‌های سازمانی و محیط‌های خرده‌فروشی.
- در محیط‌هایی که تأخیر بالای شبکه، عملکرد برنامه‌های کلاینت/سرور مرسوم را کاهش می‌دهد .
- در محیط‌هایی که دسترسی از راه دور و الزام ها امنیت داده‌ها، الزام های متناقضی ایجاد می‌کنند که می‌توان با حفظ تمام داده‌های (برنامه) در مرکز داده - تنها با اطلاعات نمایشگر، صفحه کلید و ماوس که با کلاینت از راه دور ارتباط برقرار می‌کنند - به آنها رسیدگی کرد.

همچنین از مجازی‌سازی دسکتاپ از راه دور،  برای دسترسی به برنامه‌های ویندوز بر روی دستگاه‌هایی استفاده می‌شود که مبتنی بر ویندوز نیستند؛ (از جمله تبلت‌ها، تلفن‌های هوشمند، و رایانه‌های رومیزی یا لپ‌تاپ‌هایی با سیستم‌عامل‌های غیر ویندوزی).
مجازی‌سازی دسکتاپ از راه دور همچنین می‌تواند وسیله‌ای برای اشتراک‌گذاری منابع فراهم کند تا سرویس‌های رایانش دسکتاپ کم‌هزینه در محیط‌هایی توزیع شوند که ارائه یک رایانه رومیزی اختصاصی به هر کاربر یا بسیار گران است و یا ضرورتی ندارد.
برای مدیران فناوری اطلاعات، این به معنای یک محیط کلاینتی متمرکزتر و کارآمدتر است که نگهداری آن آسان‌تر است و می‌تواند سریع‌تر به نیازهای در حال تغییر کاربران و کسب‌وکار پاسخ دهد.

#### مجازی‌سازی ارائه
نرم‌افزار دسکتاپ از راه دور به کاربر این امکان را می‌دهد که از طریق یک پروتکل نمایش از راه دور، به برنامه‌ها و داده‌های موجود در یک کامپیوتر از راه دور از طریق شبکه دسترسی پیدا کند. خدمات زیرساخت دسکتاپ مجازی نمونه‌های جداگانه‌ای از سیستم‌عامل دسکتاپ (مانند Windows XP، 7، 8.1، 10 و غیره) را برای هر کاربر فراهم می‌کند؛ در حالی که نشست‌های دسکتاپ از راه دور در یک سیستم‌عامل سرور مشترک اجرا می‌شوند. هر دو مدل مجموعه‌های نشست و ماشین‌های مجازی از نشست‌های کامل دسکتاپ و همچنین استقرار برنامه‌های راه دور پشتیبانی می‌کنند.
استفاده از یک سیستم‌عامل سرور اشتراکی واحد به‌ جای نمونه‌های جداگانه سیستم‌عامل دسکتاپ، منابع بسیار کمتری را نسبت به همان تعداد نشست‌های VDI مصرف می‌کند. همچنین، مجوزدهی در VDI معمولاً هم پرهزینه‌تر و هم انعطاف‌پذیری نسبت به مجوزهای نشست دسکتاپ از راه دور دارد. ترکیب این عوامل می‌تواند موجب جذابیت بیشتر مدل مبتنی بر نشست دسکتاپ از راه دور نسبت به VDI شود.
پیاده‌سازی‌های VDI این امکان را فراهم می‌سازند که فضای کاری شخصی‌سازی‌شده هر کاربر به او بازگردانده شود، به‌طوری که تمامی تنظیمات و سفارشی‌سازی‌های کاربر حفظ گردد. روش‌های مختلفی برای انجام این کار وجود دارد.

### مجازی‌سازی برنامه‌های کاربردی
مجازی‌سازی برنامه کاربردی روشی است که با کپسوله‌سازی برنامه‌های کاربردی از سیستم عامل زیرین که بر روی آن اجرا می‌شوند، تحویل و سازگاری آن‌ها را بهبود می‌بخشد. یک برنامه کاربردی کاملاً مجازی‌شده به روش سنتی بر روی سخت‌افزار نصب نمی‌شود. در عوض، لایه‌ای به نام هایپروایزر عملکرد برنامه را رهگیری می‌کند، به طوری که در زمان اجرا طوری رفتار می‌کند که گویی با سیستم عامل اصلی و تمام منابع مدیریت‌شده توسط آن در تعامل است، در حالی که در واقعیت اینطور نیست.

### مجازی‌سازی کاربر
مجازی‌سازی کاربر تمام جنبه‌های نرم‌افزاری که هویت یک کاربر را بر روی یک دستگاه تعریف می‌کنند، از سیستم عامل و برنامه‌های کاربردی جدا می‌کند تا بتواند آن‌ها را به طور مستقل مدیریت کرده و در صورت نیاز بدون نیاز به اسکریپت‌نویسی، سیاست‌های گروهی یا استفاده از پروفایل‌های رومینگ ، بر روی یک دسکتاپ اعمال کرد. اصطلاح "مجازی‌سازی کاربر" ممکن است گمراه‌کننده به نظر برسد، این فناوری محدود به دسکتاپ‌های مجازی نیست. مجازی‌سازی کاربر می‌تواند بدون توجه به پلتفرم – فیزیکی، مجازی، ابری و غیره – مورد استفاده قرار گیرد. فروشندگان اصلی پلتفرم‌های مجازی‌سازی دسکتاپ، یعنی سیتریکس، مایکروسافت و VMware، همگی نوعی از مجازی‌سازی کاربر پایه را در پلتفرم‌های خودشان ارائه می‌دهند.

### لایه بندی
لایه‌بندی دسکتاپ یک روش در مجازی‌سازی دسکتاپ است که طی آن، یک تصویر دیسک به بخش‌های منطقی تقسیم می‌شود تا بتوان هر بخش را به‌صورت مستقل مدیریت کرد .برای مثال، اگر تمام اعضای یک گروه کاربری از یک سیستم عامل یکسان استفاده کنند، در این صورت سیستم عامل اصلی فقط یک بار برای کل محیطی که این لایه را به اشتراک می‌گذارند، نیاز به پشتیبان‌گیری دارد. لایه‌بندی می‌تواند بر روی تصاویر دیسک فیزیکی محلی، ماشین‌های مجازی مبتنی بر کلاینت یا دسکتاپ‌های مبتنی برمیزبان اعمال شود. از آنجا که سیستم‌عامل‌های ویندوز به‌صورت ذاتی برای لایه‌بندی طراحی نشده‌اند، هر تولیدکننده‌ای باید راهکار اختصاصی و انحصاری خود را برای این کار توسعه دهد.

#### دسکتاپ به عنوان سرویس
مجازی‌سازی دسکتاپ از راه دور همچنین می‌تواند از طریق رایانش ابری و به طریقی مشابه با مدل نرم‌افزار به عنوان سرویس ارائه شود. این رویکرد معمولاً به عنوان دسکتاپ‌های مجازی میزبانی‌شده در ابر شناخته می‌شود. دسکتاپ‌های مجازی میزبانی‌شده در ابر به دو فناوری تقسیم می‌شوند:
1. VDI  مدیریت‌ شده که مبتنی بر فناوری VDI است و به عنوان یک سرویس مدیریت‌شده برون‌سپاری ‌شده ارائه می‌شود، و
2. دسکتاپ به عنوان سرویس (DaaS) که سطح بالاتری از اتوماسیون و چنداجاره‌ای واقعی را فراهم می‌کند و هزینه فناوری را کاهش می‌دهد.این ارائه‌دهنده معمولاً مسئولیت کامل میزبانی و نگهداری زیرساخت‌های محاسباتی، ذخیره‌سازی و دسترسی، و همچنین برنامه‌های کاربردی و مجوزهای نرم‌افزاری مورد نیاز برای ارائه سرویس دسکتاپ در ازای یک هزینه ثابت ماهانه را بر عهده می‌گیرد.

دسکتاپ‌های مجازی میزبانی‌شده در ابر می‌توانند با استفاده از هر دو سیستم مبتنی بر VDI و Remote Desktop Services  پیاده‌سازی شوند و می‌توانند از طریق ابر عمومی، زیرساخت ابر خصوصی و پلتفرم‌های ابر ترکیبی ارائه شوند. پیاده‌سازی‌های ابر خصوصی معمولاً به عنوان "VDI  مدیریت‌شده" شناخته می‌شوند. پیشنهادها ابر عمومی تمایل دارند که مبتنی بر فناوری دسکتاپ به عنوان سرویس باشند.

### مجازی‌سازی دسکتاپ محلی
مجازی‌سازی دسکتاپ محلی پیاده‌سازی‌هایی از مجازی‌سازی دسکتاپ هستند که محیط دسکتاپ را بر روی دستگاه کلاینت و با استفاده از مجازی‌ سازی سخت‌افزاری یا شبیه‌ سازی اجرا می‌کنند. برای مجازی‌سازی سخت‌افزاری، بسته به پیاده‌سازی، ممکن است از هر دو نوع هایپروایزر نوع یک و نوع دو استفاده شود.
مجازی‌سازی دسکتاپ محلی برای محیط‌هایی که در آن‌ها اتصال شبکه مداوم را نمیتوان فرض کرد و در آن‌ها نیازهای منابع برنامه کاربردی را می‌توان با استفاده از منابع سیستم محلی بهتر برآورده کرد، بسیار مناسب است. با این حال، پیاده‌سازی‌های مجازی ‌سازی دسکتاپ محلی همیشه اجازه نمی‌دهند برنامه‌های کاربردی توسعه‌یافته برای یک معماری سیستم بر روی معماری دیگر اجرا شوند. برای مثال، با استفاده از یک هایپروایزر،می‌توان از مجازی‌سازی دسکتاپ محلی برای اجرای ویندوز 7 بر روی OS X در یک اپل مک مبتنی بر اینتل استفاده کرد زیرا هر دو از معماری x86 یکسانی بهره می‌برند.

## مطالعه بیشتر
- پل ونتزیا (۱۳ آوریل ۲۰۱۱). «[Virtualization shoot-out: Citrix, Microsoft, Red Hat, and VMware](https://www.infoworld.com/article/2622046/virtualization-shoot-out--citrix--microsoft--red-hat--and-vmware.html)». اینفوورلد (InfoWorld) (به انگلیسی).
- کیت شولتز (۱۴ دسامبر ۲۰۱۱). «[VDI shoot-out: Citrix XenDesktop vs. VMware View](https://www.infoworld.com/article/2623389/vdi-shoot-out--citrix-xendesktop-vs--vmware-view.html)». اینفوورلد (InfoWorld) (به انگلیسی).
- کیت شولتز (۱۴ دسامبر ۲۰۱۱). «[VDI shoot-out: HDX vs. PCoIP](https://www.infoworld.com/article/2623388/vdi-shoot-out--hdx-vs--pcoip.html)». اینفوورلد (InfoWorld) (به انگلیسی).